# Darkstalkers (serie animata)
Darkstalkers è una serie animata statunitense del 1995 prodotta da Graz Entertainment e basata sul videogioco giapponese Darkstalkers: The Night Warriors. La serie andò in onda in syndication per 13 episodi dal 30 settembre al 30 dicembre 1995.

## Cast
- Kyle Labine - Harry Grimoire
- Lisa Ann Beley - Felicia, Hsien-Ko
- Saffron Henderson - Morrigan Aensland, Morgan le Fay
- Michael Donovan - Demitri Maximoff
- Garry Chalk - Donovan Baine
- Ian James Corlett - Victor von Gerdenheim, Huitzil, computer della nave di Pyron
- Scott McNeil - Lord Raptor, Rikuo, Anakaris
- Colin Murdock - Bishamon
- Richard Newman - Pyron, Merlin, Terramon
- Lee Tockar - Jon Talbain
- Dale Wilson - Bigfoot
- Kathleen Barr - madre di Harry
- Laura Harris - Hairball
- Gerard Plunkett - Klaus Schmendrick
- Venus Terzo - Quan Yin, Orin
- Zoltan Buday - Anakaris (episodi "Out of the Dark" e "The Game") (non accreditato)

## Episodi
1. "Out of the Dark" (scritto da Richard Mueller)
2. "Donovan's Bane" (scritto da Christy Marx)
3. "Pyramid Power" (scritto da Douglas Booth)
4. "The Game" (scritto da Kat Likkel)
5. "And the Walls Come Tumblin' Down" (scritto da Brooks Wachtel)
6. "Ghost Hunter" (scritto da Katherine Lawrence)
7. "Little Bigfoot's Last Stand" (scritto da Kat Likkel)
8. "My Harry's in the Highlands" (scritto da Richard Mueller)
9. "Aliens Keep Out" (scritto da Katherine Lawrence)
10. "Samurai's Honor" (scritto da Christy Marx)
11. "There's no Business Like Dragon Business" (scritto da Brooks Wachtel)
12. "Darkest Before the Dawn" (scritto da Richard Mueller)
13. "Everyone's a Critic" (scritto da Richard Mueller)